# Stormwarrior
Stormwarrior — пауэр-метал-группа из Германии, основанная в 1998 году вокалистом и гитаристом Ларсом Рамке и барабанщиком Андре Шуманном, к которым позднее присоединились гитарист Скотт Болтер и бас-гитарист Тим Зайнет. На творчество Stormwarrior оказали большое влияние группы 80-х годов, включая немецкие Helloween и Running Wild.
Их дебютный полноформатный альбом был выпущен в 2002 году, а следующий за ним Northern Rage в 2004. Оба альбома были продюсированы Каем Хансеном из Helloween и Gamma Ray. Хансен также поучаствовал в записи нескольких песен в качестве вокалиста и гитариста.

## Состав
- Ларс Рамке — вокал, соло и ритм- гитара
- Алекс Гут — соло и ритм- гитара
- Йенц Леонхард — бас-гитара
- Хендрик Тисбруммель — ударные

## Дискография

### Альбомы
- Stormwarrior (2002)
- Northern Rage (2004)
- At Foreign Shores - Live in Japan (2006)
- Heading Northe (2008)
- Heathern Warrior (2011)
- Thunder & Steele (2014)
- Norsemen (2019)

### Демо/EP
- Metal Victory (1998)
- Barbaric Steel (1999)
- Possessed by Metal (2001)
- Spikes and Leather (2002)
- Heavy Metal Fire (2003)
- Odens Krigare (2004)